# Great Island
Great Island (Oileán Mór an Barraigh en irlandais) est le nom d'une île à Cork Harbour, près de Cork, à l'embouchure de la rivière Lee.
La ville de Cóbh est située sur l'île et est reliée par un pont à l'île de Fota au nord.
Une ligne de chemin de fer relie les deux îles au continent.
Le nom de l'île vient de l'irlandais et signifie « grande île des Barry » en référence à une puissante famille normande établie dans les environs. 
La population de l'île est d'environ 16 000 habitants.